# Igreja Matriz de Proença-a-Velha

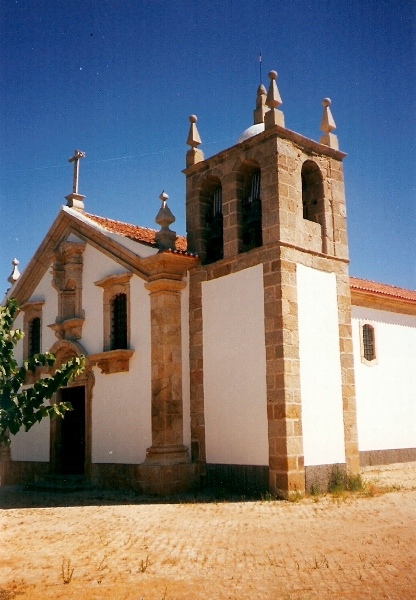
Igreja Matriz de Proença-a-Velha.

A Igreja Matriz de Proença-a-Velha, Igreja Paroquial de Proença-a-Velha ou Igreja de Nossa Senhora da Silva, localiza-se na freguesia de Proença-a-Velha, município de Idanha-a-Nova e distrito de Castelo Branco, em Portugal.
A Igreja encontra-se classificado como Imóvel de Interesse Público desde 2002.

## História
Localizada em ponto alto, fora da povoação, as origens do primitivo templo remontam documentalmente ao século XIV. No entanto, existem outras  referências atestando  a sua existência, designadamente, nos anos de 1489, 1505, e 1537, todas elas reportadas a visitas efectuadas por freires do convento de Tomar, da Ordem de Cristo. Era então  Proença-a-Velha, vila e cabeça de comenda daquela Ordem.
Para o conhecimento das características,  da evolução arquitectónica deste e outros templos da região, e bem assim dos respectivos acervos artísticos, nos períodos acima referidos, o trabalho de investigação «VISITAÇÕES DA ORDEM DE CRISTO EM 1505 e 537, HORMIGO, José Joaquim M, Amadora, 1981», revela-se  indispensável. Assim,  na visitação de 1505,  efectuada por D. João Pereira, fidalgo da Casa Real, comendador de Casével, visitador do Mestrado de Nosso Senhor Jesus Cristo, e pelo bacharel Frei Diogo do Rego, foram anotadas sobre o arco cruzeiro «has imagees do crucifixo e de nossa sñora e de Sam Joham todas de vulto grandes e pintadas de novo  cõ huu guarda poo  de madeira por çima»: Ou seja, as valiosas esculturas citadas pelos visitadores, relacionam-se, com o precioso «Calvário» gótico, que se preserva em Proença-a-Velha (cf. HORMIGO, Visitações..., pgs. XXII,L, 7).
À data da Visitação o campanário, de pedraria com dois sinos e de boa grandura, estava arredado da Igreja, sendo, por isso, de supor que as obras levadas a cabo em 1764 terão ampliado a Igreja, aumentando-a até à torre sineira.
Em 9 de outubro de 1537, sendo comendador D. Pedro de Mascarenhas, a igreja,  foi de novo visitada, desta feita por Frei António de Lisboa, governador do Convento de Cristo  (Tomar) e visitador por comissão do rei D. João III. Nesta visitação, os freires continuam a referir o "Calvário", que se destacava no meio do arco cruzeiro. Porém, registam a existência de uma  nova e valiosa peça, colocada no altar-mor: um triptico com pinturas de qualidade. Tratava-se na expressão do documento, de «huu boom retavolo quasi novo e he de boas pimturas e tem seus pilares e coroamento de guarda poo dourados ...». (cf. HORMIGO, Visitações..., pgs. XLVIII, 33) . Neste  tríptico, o painel do meio, figurava a Anunciação de Nª Sª , o da esquerda, S. Pedro, e o da direita S. João Baptista.  Resta nos dias de hoje, o painel  da Anunciação, localizado nos finais do século XX, nos anexos da sacristia, e posteriormente restaurado. (cf. AS FORMAS DA FÉ , 800 Anos de Patrimonio Artístico Nas Terras de Idanha, CAETANO, Joaquim Oliveira, Idanha a Nova, 2006 pg. 28).
Joaquim Oliveira Caetano, Comissário da exposição "As Formas da Fé", integrada nas comemorações dos 800 anos do foral de Idanha-a-Nova, em 2006, atribuiu a autoria do painel da Anunciaçãoao que chamou de "Mestre do Rosmaninhal", por ter identificado, como sendo da mesma autoria, um tríptico naquela antiga vila raiana, pertencente atualmente também ao concelho de Idanha-a-Nova, tal como Proença-a-Velha.

## Características
É um templo em estilo barroco.
O atual retábulo, em talha dourada, no altar-mor, data da campanha de obras empreendida em 1764.